# Medicine Man (песня)
«Medicine Man» — песня американского рэппера-продюсера Доктора Дре с его третьего студийного альбома Compton. Она была выпущена в качестве пятнадцатого трека альбома 7 августа 2015 года на лейблах Aftermath/Interscope Records вместе с альбомом. Запись проходила в студиях Record One в Шерман Оукс и Effigy Studios в Мичигане. Песня спродюсирована Dem Jointz и Focus…, в ней звучит вокал американского рэпера Эминема, южноафриканской певицы Кэндис Пиллей и американского исполнителя Андерсона Пака, а также дополнительный вокал Слая Джордана.
Несмотря на то, что песня так и не была выпущена в качестве сингла, ей удалось занять 121 место во французском и американском чартах, а также 40 место в Billboard Hot R&B/Hip-Hop Songs.

## Композиция
Песня начинается со скетча в исполнении Андерсона Пака и Доктора Дре. Кэндис Пиллэй исполнила вступление к песне, а также хук. Доктор Дре исполняет первый куплет. Андерсон Пак исполняет бридж. Эминем читает второй куплет, а также кричит «Fuck!» в конце песни.
В куплете Эминема слово «изнасилование» подвергается цензуре, когда он читает: «Я даже заставляю сучек, которых я [насилую], кончать».

## Живые выступления
Наряду с ремиксом «Chloraseptic» и песней «Framed», песня дебютировала вживую на выступлении Эминема на фестивале Coachella 15 апреля 2018 года. Песня была включена в большинство сет-листов тура Эминема «The Revival Tour».

## Рецензии
В своей рецензии на альбом Comption Дел Ф. Кови из Exclaim! назвал куплет Эминема, а также участие Snoop Dogg, Айс Кьюба, The Game и Xzibit в этом альбоме, одними из «лучших исполнений за последнее время».

## Разногласия
Песня вызвала споры из-за фразы Эминема: «Я даже заставляю сучек, которых насилую, кончать». Карен Ингала Смит, исполнительный директор лондонской благотворительной организации Nia Project, сказала: «Женщины и девочки, подвергшиеся сексуальному насилию, часто винят себя или сомневаются, действительно ли их изнасиловали. Пропаганда лжи о том, что оргазм равен согласию, заставляет жертв сексуального насилия молчать».

## Чарты
| Чарт (2017)                                    | Высшая позиция |
| ---------------------------------------------- | -------------- |
| Франция (SNEP)                                 | 121            |
| США (Billboard Bubbling Under Hot 100)         | 21             |
| США (Billboard Hot R&B/Hip-Hop Songs)          | 40             |
| США R&B/Hip-Hop Digital Song Sales (Billboard) | 18             |
| США Rap Digital Song Sales (Billboard)         | 14             |